# Три літа (вірш)
«Три літа» — вірш Тараса Шевченка, написаний 22 грудня 1845 року у В'юнищі, який репрезентує назву і «світоглядно-емоційний ключ» до однойменної рукописної книги (збірки), підсумок пережитого за 1843–1845 роки, коли була сформована нова якість його духовного світобачення.

## Автограф та написання
Чистовий автограф вірша увійшов до рукописної збірки Тараса Шевченка «Три літа» і є єдиним текстом твору. Датується за автографом: 22 грудня 1845 року, В'юнище.

## Видання
Вперше надруковано П. Щоголєв за копією з автографа збірки «Три літа» у журналі «Нова громада» 1906 рокуз неточністю у рядку 77: «Не вернуться… І я серцем». Передруковано в журналах: «Літературно-науковий вісник» (1906), «Світ» (1906).
За копією з рукописної збірки «Три літа» твір опублікував В. Доманицький у «Критичному розсліді над текстом „Кобзаря“» у журналі «Киевская старина» (1906).
Уперше введено до збірки творів у виданні: «„Кобзарь“ / За ред. В. Доманицького» 1907 року.

## Тематика
У вірші поет підбиває підсумки свого духовного життя за три роки, коли він був занурений у те середовище, де сподівався знайти «живі сили» сучасної йому України, проте зіткнувся з дійсністю кріпацтва: лицемірством поміщиків, які чванилися своїм «лібералізмом» та «вільнодумством», самодурством і фарисейством поміщиків-філантропів, злиднями закріпаченого села і покірливістю селянства. Під впливом тих гнітючих вражень Шевченко вперше говорить про свій шлях пізнання, пройдений за «тяжкії три літа», про глибину розчарування та зміну свого внутрішнього світу: «І я прозрівати // Став потроху… Доглядаюсь, — // Бодай не казати. // Кругом мене, де не гляну, // Не люди, а змії…».
|  | Страшні були його «прозріння». Побачив ясно, що Україну катують її власні сини, що нема кому помагати, одностайне стати, що ціла верхівка нації зрадила матір-батьківщину; переконався, що мало не всі українські пани — «недолюди, діти юродиві», «розбійники-людоїди, голодні ворони — Павло Зайцев |

Поет уже не вірить, що до нього вернеться «веселеє слово», тепер він «серце ядом гоїть» і «не плаче, не співає, а „виє совою“». Вірш завершує сатирична алегорія — образ Нового року у вигляді жебрака з латаною торбиною за плечима. У торбі — царський подарунок: «Благоденствіє, указом // Новеньким повите». Поет глузує тут з безплідної миколаївської законотворчості й офіційної брехні про «благоденствіє» народу. Ці рядки надали творові виразно політичного спрямування.